# Anna Chertkova
Anna Konstantinovna Chertkova (apellido de soltera Diterijs 17 de septiembre de 1859, Kiev, Imperio ruso - 11 de octubre de 1927, Moscú, URSS) fue una escritora de libros infantiles, activista social, coleccionista de folclore y escritora de memorias, y un modelo del grupo de pintores rusos conocidos como Los Itinerantes (Peredvízhniki).  Sus seudónimos literarios son "A. Ch." y "A. Ch-va".
Anna Diterikhs nació en el seno de una familia de oficiales militares profesionales, se casó con Vladimir Chertkov, un importante editor y figura pública de la oposición al gobierno ruso, era amiga cercana de León Tolstói y era conocida por sus contemporáneos como una activa propagandista del movimiento tolstoiano y el vegetarianismo. Trabajó activamente en la editorial "Posrednik" y en las revistas populares de su época "Svobodnoye slovo" y "Listki svobodnogo slova". Anna Chertkova escribió pequeñas obras literarias (una de ellas fue reeditada 12 veces en 24 años), memorias sobre León Tolstói y artículos literarios. Publicó varias ediciones de canciones religiosas de los miembros de la secta rusa.
Anna Chertkova fue retratada por Nikolái Yaroshenko en las famosas pinturas "La estudiante" (1883) y "En una tierra cálida" (1890). Chertkova también está representada en el lienzo programático de Mijaíl Nésterov "En Rusia. El alma del pueblo" (1916), junto a su marido y León Tolstói.

## Biografía
Anna Diterikhs nació en Kiev en el seno de la familia de un militar profesional (entonces general de infantería), Konstantin Alexandrovich Diterikhs (1823-1899), que había servido hasta el rango de general. Durante la Guerra del Cáucaso, León Tolstói conoció a los Diterikhs y utilizó sus "Notas sobre la Guerra del Cáucaso" para escribir "Hadji Murat". La madre de Anna fue la aristócrata Olga Iosifovna Musnitskaya (1840-1893). Anna era la hija mayor y la segunda hija de la familia. A principios de la década de 1860, la familia de Anna vivía en el río Volga en una casa de madera de dos pisos con un entresuelo y un jardín delantero en la ciudad de Dubovka. Más tarde describió en sus memorias de infancia su fuerte impresión de los incendios que tuvieron lugar allí en 1861-1862 y su miedo a los pirómanos, que nunca fueron descubiertos. La niña prefería caminar descalza y no prestaba mucha atención a la ropa, especialmente a los colores brillantes. Más tarde recordó que de niña quería ser un niño. Entre las impresiones más agradables de su infancia, destacó la música y especialmente el canto. Según Diterikhs, la música la "hipnotizó". En la familia, la niña se llamaba Galya, no Anna, según la orden introducida por su abuelo materno, el general Osip Musnitsky, según sus memorias, mitad polaca, mitad lituana. Su madre era una persona profundamente religiosa, una firme defensora de la ortodoxia, mientras que su padre, que vivió durante mucho tiempo en el Cáucaso, estaba interesado en el Islam, así como en las sectas cristianas: los estudios de los Molokanes y los Dujobory. 

|             |
| Padre, 1866 |

|                       |
| Madre, década de 1860 |

|                                                   |
| К. A. y O. I. Diterikhs con sus hijos y parientes |

|                                                             |
| Darya Kuzminishna Dubovskaya, niñera de Anna Diterikh, 1864 |

En Kiev, la niña estudiaba en el gymnasium (escuela secundaria) y estudiaba música en serio. En 1878, Anna ingresó en el departamento verbal de los cursos superiores de Bestuzhev en San Petersburgo

dos años más tarde fue transferida al departamento natural. El historiador Georgy Orekhanov afirmó que Anna Dieterichs fue compañera de estudios de Nadezhda Krúpskaya en los cursos de Bestuzhevsky. Después de graduarse en 1886, Diterikhs no pudo obtener un diploma de su finalización. Después de cuatro años de estudio, cayó gravemente enferma y se perdió el examen final.

Durante sus estudios se interesó por el materialismo, el positivismo y los estudios de Johann Gottlieb Fichte.
El filósofo religioso ruso Nikolai Lossky informó que Anna Dieterichs solía trabajar durante algún tiempo como profesora en una institución privada de educación secundaria femenina en San Petersburgo, el Gymnasium de M. N. Stoyunina, donde estudiaban sus hermanas menores Olga y Maria.

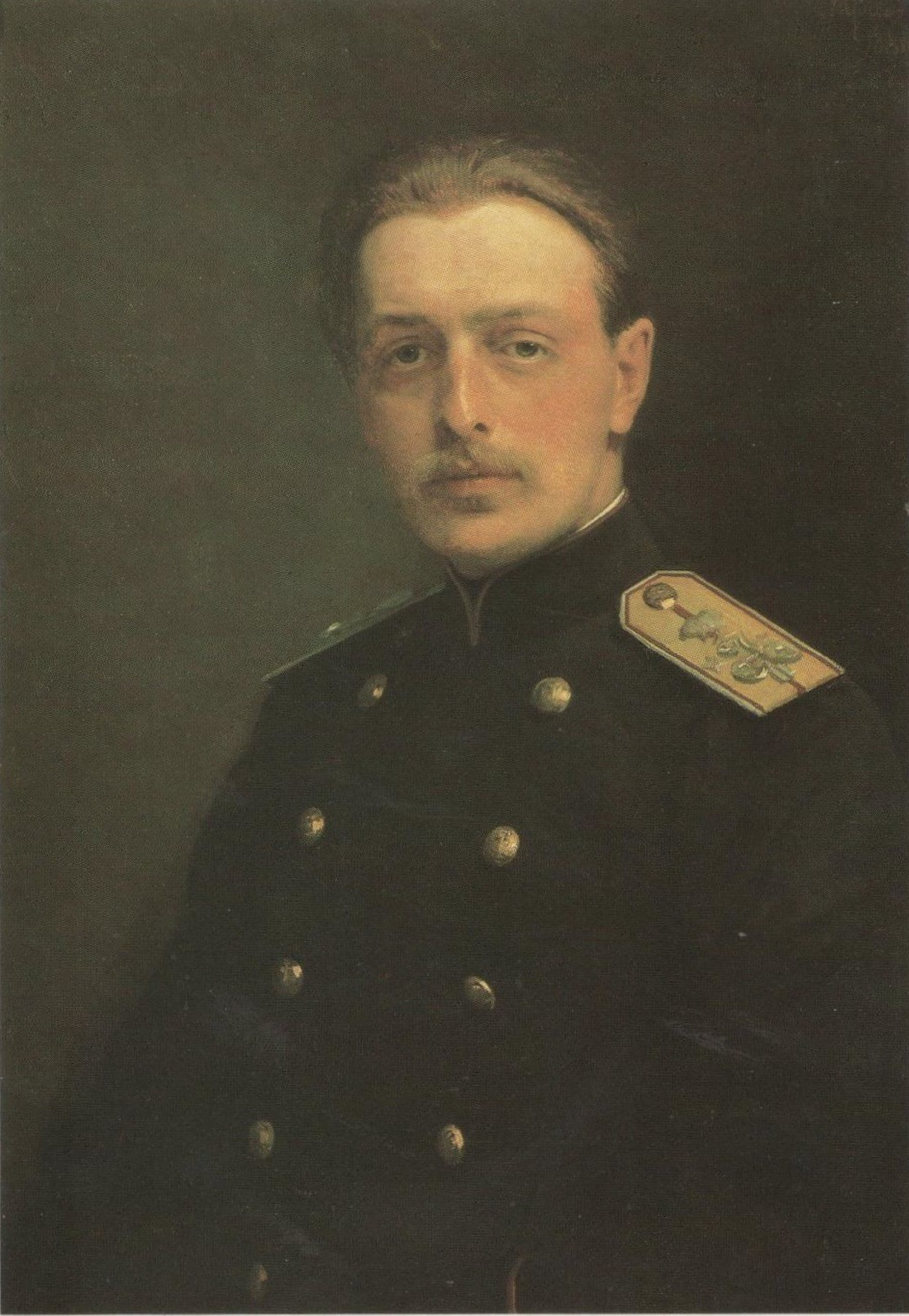
Iván Kramskói. Retrato de V. G. Chertkov, 1881.

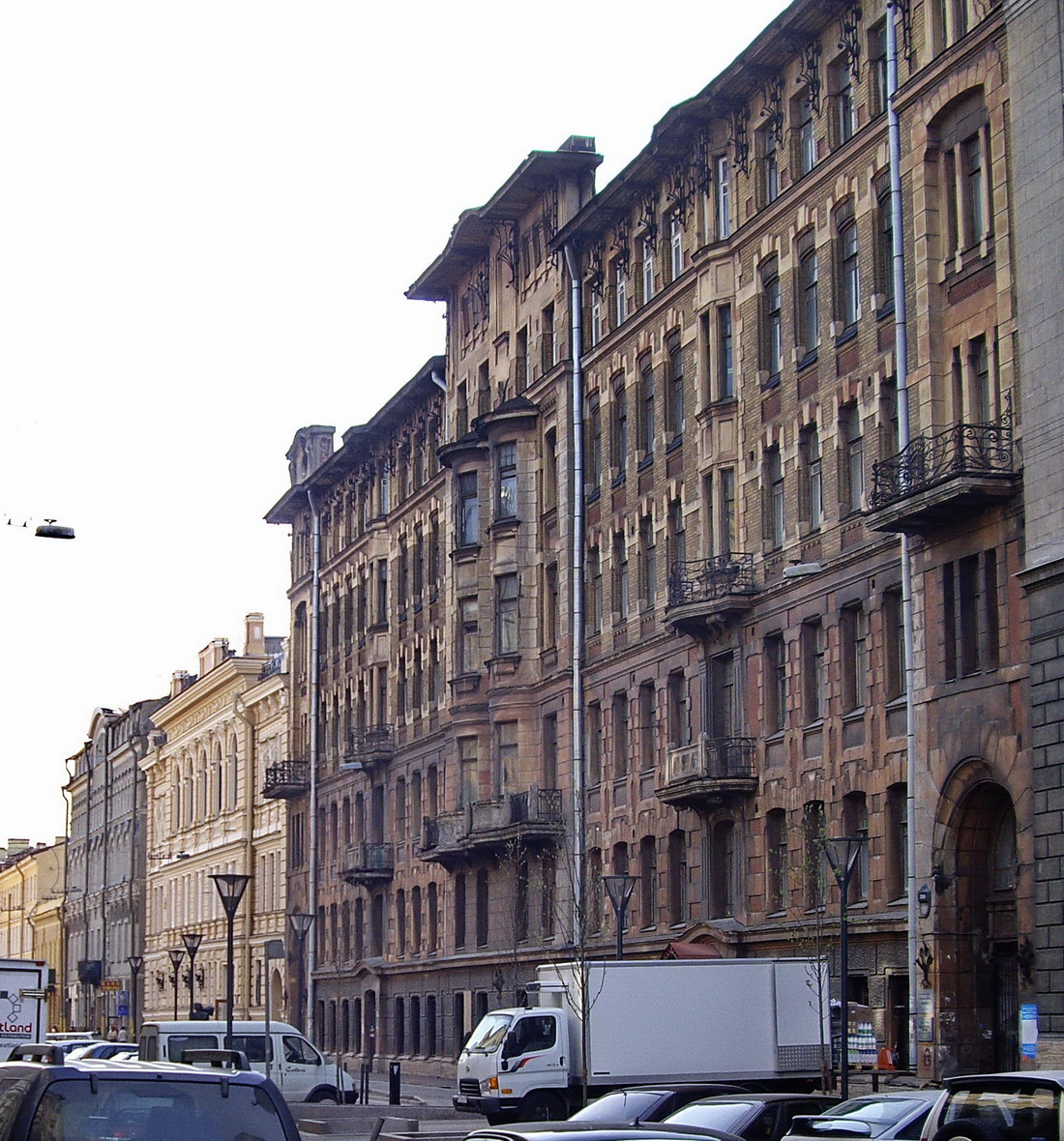
El edificio del gimnasio de M. N. Stoyunina en la actualidad.

A partir de 1885 Diterikhs comenzó a participar en el trabajo de la editorial "Posrednik", donde fue presentada por la figura pública y publicista Pavel Biryukov. "Muy dolorosa y frágil, experimentando agudamente cada nueva impresión, exigente y seria, A. K. Diterikhs se sintió atraída por la gente y pronto se convirtió en una trabajadora necesaria en la nueva editorial", escribió sobre su Mijaíl Murátov.

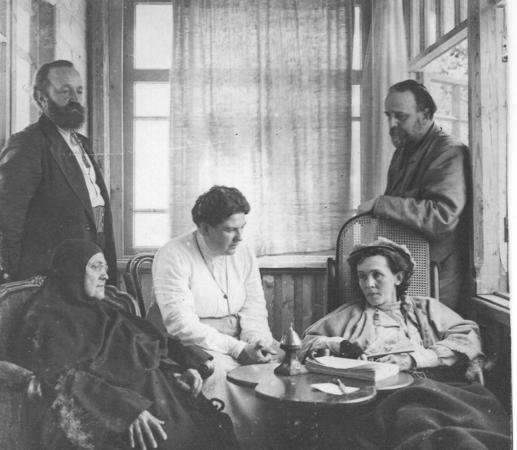
Pavel Biryukov, Maria Tolstaya, Alexandra Tolstaya, Anna y Vladimir Chertkov (a la derecha) en Yásnava Poliana, antes de 1910.

Allí conoció a León Tolstói y a Vladímir Chertkov, con quienes pronto se casó. En "Posrednik" trabajó como redactora y correctora y también se encargó de la correspondencia. Al mismo tiempo, Diterikhs escribió y contribuyó a las actividades editoriales de su marido. Los Chertkov vivieron en la década de 1890 en el jútor de Rzhevsk (regalo del tío de Vladimir Chertkov), que consistía en una casa solariega en una montaña, una gran granja y numerosos edificios. Rzhevsk era un lugar solitario, rodeado de campos y estepas. El terreno fue alquilado. Había muchos sirvientes, obreros, cocheros y artesanos en la finca. Los asuntos literarios y organizativos de "Posrednik" tuvieron lugar aquí.
En 1897, Chertkov fue exiliado de Rusia. La pareja se fue con toda su familia. Con ellos iban la madre de Vladímir Chertkov, dos criadas que habían vivido con ellos durante muchos años: Anna, que había servido en su casa desde su primera juventud, y la niñera de su hijo, Katia, así como el médico de la casa Albert Shkarvan, una criada austriaca de nacionalidad eslovaca. Mientras vivía en Gran Bretaña de 1897 a 1908, Anna Chertkova trabajó con su marido en la editorial "Svobodnoe Slovo". En su autobiografía, escribió que, aunque figuraba como editora, en realidad desempeñó las funciones de correctora, asistente de oficina, compiladora y asistente editorial, escribió notas editoriales, compiló el número de números de "Svobodnoe Slovo", se comunicó con la imprenta, etc. Cuando la publicación de "Svobodnoe Slovo" fue transferida por Biryukov a Suiza, los Chertkov se concentraron en la publicación de "Listki Svobodnoe Slovo".
Un contemporáneo describe Tuckton House, donde vivían los Chertkov en Christchurch, como muy extraña e incómoda. Tenía tres pisos en algunas partes y cuatro en otras, construidos de ladrillo y todos cubiertos de hiedra. Había una escalera en el centro del edificio, con puertas a muchas habitaciones a la derecha y a la izquierda. Había un almacén de acero especial para los manuscritos de Tolstoi, equipado con un sistema de alarma. Todas las habitaciones estaban aisladas y no se comunicaban entre sí, a excepción de las chimeneas, no había otra calefacción y Anna Chertkova sufría de frío en invierno. Había entre 30 y 40 personas viviendo en la casa al mismo tiempo: rusos, letones, estonios, ingleses, que tenían diferentes creencias: había tolstoyanos, socialdemócratas, socialistas-revolucionarios: "Todos estaban haciendo algo, trabajando, y la vida era plena e interesante. En ciertos días de la semana, los Chertkov alimentaban a los vagabundos ingleses. La imprenta de "Svobodnoe Slovo" estaba cerca de la casa Tuckton.
Después de regresar de Gran Bretaña, la pareja se estableció en la provincia de Tula. Su casa en Telyatinki se convirtió en el centro de atracción de los tolstoyanos. Según un contemporáneo, se sentían más a gusto allí que en Yásnaia Poliana, "donde estaban atados por el extraño ambiente aricocrático. Su hijo Vladímir estaba estrechamente relacionado con la juventud campesina. Chertkovy atrajo rápidamente la atención de la administración local y fue denunciado. Desde octubre de 1908, la pareja había estado bajo vigilancia silenciosa. Su casa estaba ubicada a tres kilómetros de Yasnaya Polyana, era de madera, de dos pisos y, según un contemporáneo, incómoda. Tolstoi lo llamó una "fábrica de cerveza". En la planta baja había un gran comedor, detrás del cual había pasillos en ambas direcciones, cada uno de los cuales conducía a cuatro habitaciones pequeñas. En el centro del segundo piso había una sala con un escenario para actuaciones de aficionados. Había 34 habitaciones en total. Casi todos estaban llenos de invitados. No había terraza, jardín de flores, río o estanque alrededor de la casa.
Anna Chertkova estaba gravemente enferma. Tolstoi admiraba su resistencia y la consideraba una de esas mujeres para las que "el ideal más elevado y vivo es la venida del Reino de Dios". En la década de 1920, se dedicó a clasificar y describir los manuscritos del escritor para la publicación de sus Obras completas. También escribió un comentario erudito sobre la correspondencia de León Tolstói con su marido. Anna Chertkova murió en Moscú en 1927.  Fue enterrada junto a su marido en el Cementerio Vvedénskoye (sección 21).
Anna Chertkova fue retratada por N.A. Yaroshenko en las pinturas "Estudiante" (1883) y "En una tierra cálida" (1890). La biógrafa de Yaroshenko, la investigadora principal de su Museo Conmemorativo, Irina Polenova, escribió que Chertkova también se convirtió en una figura cómica en la gráfica del artista. Según el investigador, Yaroshenko encontró en Anna Chertkova "la correspondencia con varios e incluso mutuamente excluyentes de sus planes". Chertkova está representada en las pinturas de Mijaíl Nésterov "En Rusia. Alma del pueblo" (1916) junto a su marido y León Tolstói así como en dos retratos que realizó en 1890.

## Obra literaria y contribución a la carrera editorial de su marido

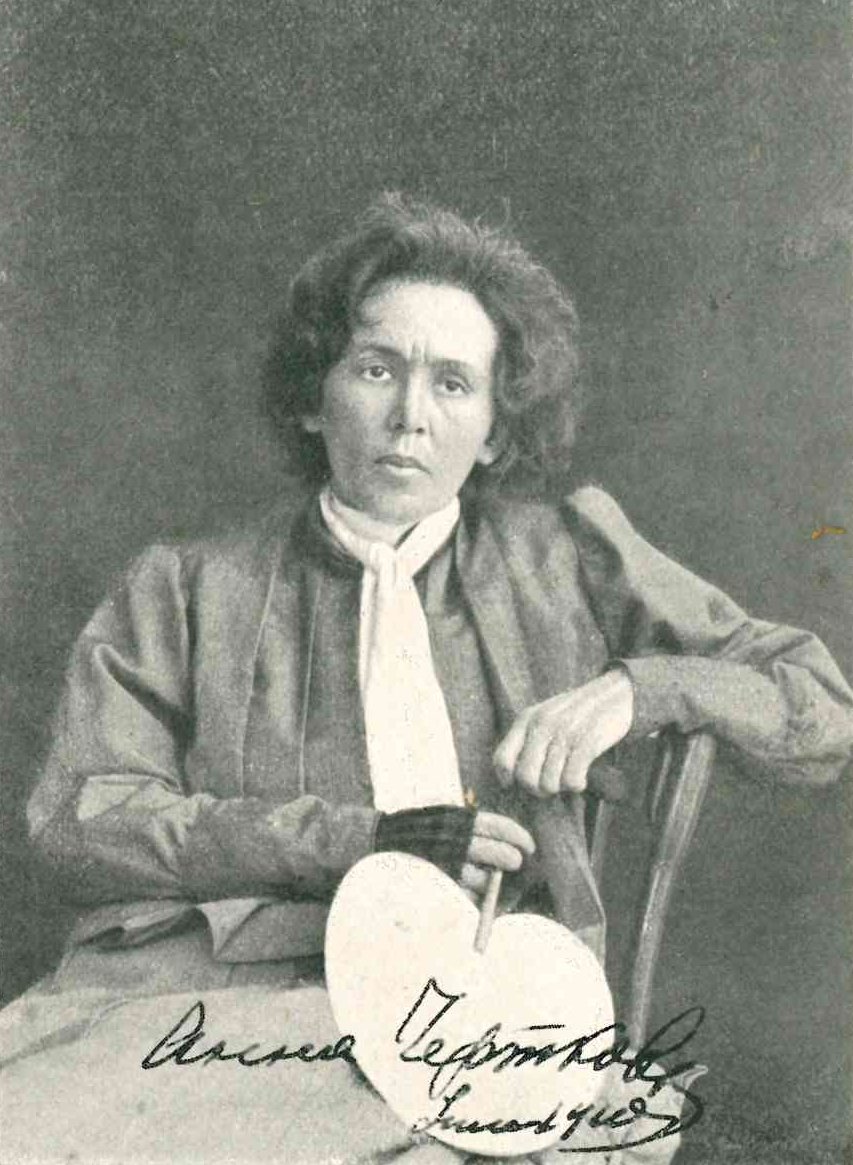
Anna Chertkova en 1911, reproducción fotográfica en el libro "De mi infancia. Memorias de A. K. Chertkova"

Entre las obras prerrevolucionarias de Anna Chertkova se encuentra una adaptación de la Hagiografía de San Filareto (1886). La doctora en filología Anna Grodetskaya declaró que la correspondencia de Tolstoi con A.K. Diterikhs, relacionada con el permiso de la censura para imprimir la Hagiografía, impulsó al escritor a crear un tratado "Sobre la vida". También señaló que el problema del cuidado de San FilarETO por sus vecinos y el cuidado de su esposa por su familia reflejaba el pensamiento de Tolstoi en ese momento. A este problema dedicó el capítulo 23 de su tratado. León Tolstói conoció la obra de Chertkova un año antes de que se publicara como manuscrita. Se ha conservado su valoración en una carta a Vladímir Chertkov: "Recibí la hagiografía de San Filareto. Es hermoso. No lo tocaré. - Muy bien. En una de sus cartas afirmó: "Diterikhs puso mucho de su sentimiento interior en él y resultó conmovedor y convincente".
Chertkova es autora de un breve texto para niños, "La historia heroica" (publicado por primera vez en 1888, en 1912 ya había 12 ediciones). En la historia, el rico y anciano comerciante Mahmed-Ali tiene dos hijos. El anciano, Jaffar, va a la guerra y se convierte en un gran comandante, pero su padre rechaza su fama. Luego rechaza su grandeza como erudito, escritor y derviche. El hijo menor de Mehmed-Ali, Nuretdin, es capturado. Pierde todas sus riquezas. Jaffar va a los enemigos que una vez derrotó. Se ofrece a entregarse a cambio de su hermano menor. Liberan a Nuretdin y envían a Jaffar a prisión, pero lo mantienen con vida. Cuando Nuretdin cuenta la historia de su liberación, su padre exclama: "Solo ahora has alcanzado la verdadera grandeza e inmortalidad: ¡lo has hecho por los demás, olvidándote de ti mismo!

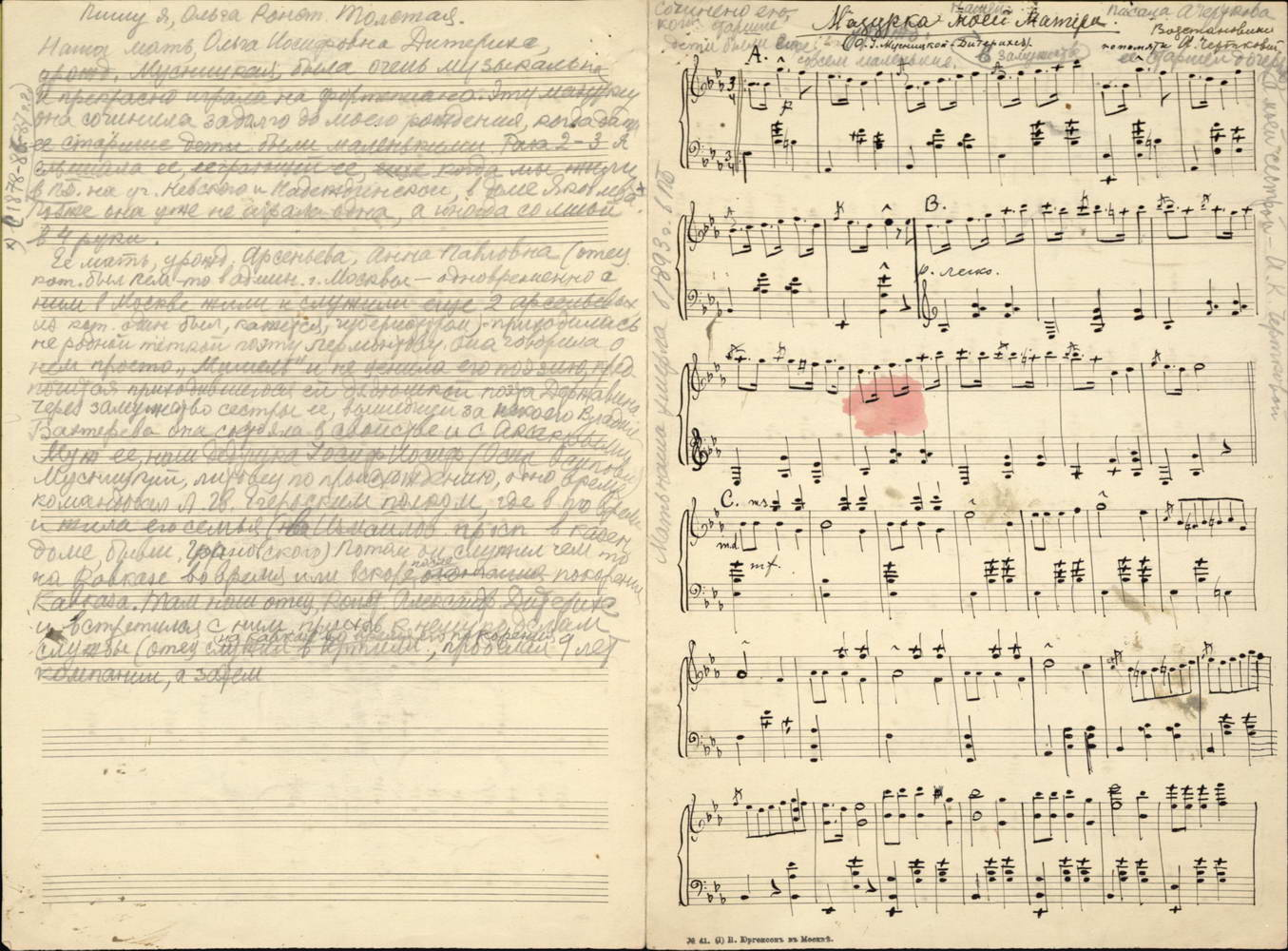
Anna Chertkova. La mazurca de mi madre. Reconstruido de memoria en la década de 1870.

En 1898, Anna Chertkova publicó un libro. Contenía tres historias: "Codorniz" (un joven campesino mata accidentalmente a una codorniz joven que se metió debajo de su guadaña), "Vadas" (un sabueso trae a sus amos un perro hambriento después de la muerte de su amo), "La historia de mi amigo sobre cómo ya no tenía miedo de las tormentas eléctricas" (un niño de siete años, en cuyo nombre está escrita la historia, sale corriendo de la casa durante una tormenta eléctrica para salvar a un gatito arrojado por la puerta). También escribió el cuento infantil "Uno contra todos" (1909, un niño de diez años, hijo de un terrateniente, después de haber escuchado la historia de un mozo de cuadra sobre cómo mató un cerdo, se niega a comer carne), el artículo "Cómo me convertí en vegetariano" (1913), una colección de memorias "De mi infancia. Memorias de A. K. Chertkova" (1911). Anna Chertkova escribió poemas que encarnaban los ideales del movimiento tolstoyano durante su estancia en Rzhevsk.
Chertkova Anna. Escuchen la palabra (fragmento).
"Hubo una lucha feroz por el trabajo libre
Y contra la esclavitud.
Despiadado y generalizado
La guerra estalló en todas partes.
Pero rechazamos la violencia
Y tomamos otro camino.
"Y en nuestra lucha vencemos

Con la luz, con la oscuridad y el mal con el bien".
En 1900, Chertkova escribió "Un libro de texto práctico de la lengua inglesa, destinado a los colonos rusos en América". Compiló una colección de varios himnos religiosos de sectarios rusos: "Una colección de canciones e himnos de cristianos libres" (1904-1905, tres ediciones). En el prefacio, Chertkova señaló que algunos de los textos publicados pertenecían en realidad a cristianos libres, mientras que otros estaban "destinados a satisfacer sus necesidades" de "canciones espirituales" que correspondieran a su "comprensión de la vida"; así, muchos de los textos fueron escritos en realidad por poetas rusos como Alekséi Tolstói, Aleksandr Pushkin y Alexéi Jomiakov, y las melodías fueron tomadas del folclore ruso o de obras de conocidos compositores occidentales como Ludwig van Beethoven y Frédéric Chopin; Las canciones se publicaron en una versión a dos manos para voz y clavicordio). Otra colección compilada por Chertkova fue "Lo que cantan los sectarios rusos" (tres ediciones, 1910 - 1912, que contiene canciones auténticas de sectarios rusos; Cherkova dijo que obtuvo su aprobación de cada grabación interpretando la música ella misma en su presencia), publicó salmos y "versos" de los Dujobory en la primera edición, "salmos" de los Malyovans en la segunda edición, y canciones de los sectarios Yakuts, Oskoptsy, Molokans, Dobrolubovianos y "Viejo Israel" en la tercera edición). Otra colección de canciones y cánones se llamó "Melodías" (en cuatro ediciones, ca. 1910), Sonidos rurales (c. 1910) y "El sembrador" (1922). También publicó su propia grabación de la canción folclórica "Acerca de Moscú en 1812" (1912); se convirtió en la autora de la letra y la música de las canciones "Escucha la Palabra, está amaneciendo el alba" y "Se acerca el día de la libertad", populares entre los "tolstoyanos".

El secretario de León Tolstói, Valentin Bulgakov, describió las canciones de las colecciones como "monótonas y aburridas", en las que "incluso las llamadas a la hermandad y la libertad sonaban en un tono menor lúgubre. Al mismo tiempo, elogió las habilidades interpretativas de Anna Chertkova, encontrando su "timbre grueso y hermoso y su contralto bien colocada". Sus obras "culminantes" fueron un aria de "Ifigenia" de Christoph Willibald Gluck y una canción con letra de Alfred Tennyson, traducida por Alekséi Pleshcheyev, "Pálidos brazos cruzados en el pecho que ella misma compuso a Beethoven.
Chertkova escribió ensayos literarios sobre algunos aspectos de la forma de trabajar de Tolstoi: "L. N. Tolstoi y su conocimiento de la literatura espiritual y moral. De acuerdo con sus cartas y recuerdos personales de él" (1913, en este artículo Chertkova refuta la opinión generalizada de que León Tolstói tenía prejuicios contra la ortodoxia y, por lo tanto, no hizo ningún intento de familiarizarse seriamente con los escritos de los Padres de la Iglesia) y "Reflexión del proceso de pensamiento en el 'Diario de la juventud'" (1917). Durante el período soviético se publicaron sus memorias sobre el escritor "De las memorias de L. N. Tolstoi" (2626). Tolstoi" (1926, en esta obra Chertkova recordó encuentros con el escritor en 1886, habló en detalle sobre cómo interpretó para Tolstoi obras vocales de Georg Friedrich Händel, Alessandro Stradella, Piotr Ilich Chaikovski, Gluck, y una vez el propio Tolstoi la acompañó en la interpretación de viejos romances rusos) y "Los primeros recuerdos de L. N. Tolstoi" (1928).

## Personalidad y vida personal

### Familia
Antes de proponerle matrimonio a Anna Diterikhs, Vladímir Chertkov se lo contó a Tolstói, que la conocía bien y aprobaba el matrimonio. Anna Diterikhs se casó con Vladímir Chertkov el 19 de octubre de 1886. Su boda tuvo lugar en la Catedral de Kazán de San Petersburgo.

Poco después, Tolstoi escribió a la pareja: "Os quiero y me siento feliz por vosotros. Vladímir Chertkov respondió que "siente una unidad completa con su esposa, se convierte en un mejor hombre con ella y avanza con más éxito que sin ella". En el texto original de la biografía de su marido, que Anna escribió junto con Alexei Sergeenko, se dice:
Después de convertirse en la esposa de Chertkov, Anna Konstantinovna, a pesar de su frágil salud, que a menudo se convertía en enfermedades agudas, siempre participó con el corazón y el alma en todas sus actividades y proyectos, apoyó a su esposo en sus circunstancias a veces muy difíciles y, por lo general, sirvió como centro de inspiración y energía para el círculo de colaboradores y asistentes que se formaron a su alrededor. — Anna Chertkova y Alexei Sergeenko. V. G. Chertkov.
Antes de proponerle matrimonio a Anna Diterikhs, Vladímir Chertkov se lo contó a Tolstói, que la conocía bien y aprobaba el matrimonio. Anna Diterikhs se casó con Vladímir Chertkov el 19 de octubre de 1886. Su boda tuvo lugar en la Catedral de Kazán de San Petersburgo. Poco después, Tolstoi escribió a la pareja: "Os quiero y me siento feliz por vosotros. Vladímir Chertkov respondió que "siente una unidad completa con su esposa, se convierte en un mejor hombre con ella y avanza con más éxito que sin ella". En el texto original de la biografía de su marido, que Anna escribió junto con Alexei Sergeenko, se dice:

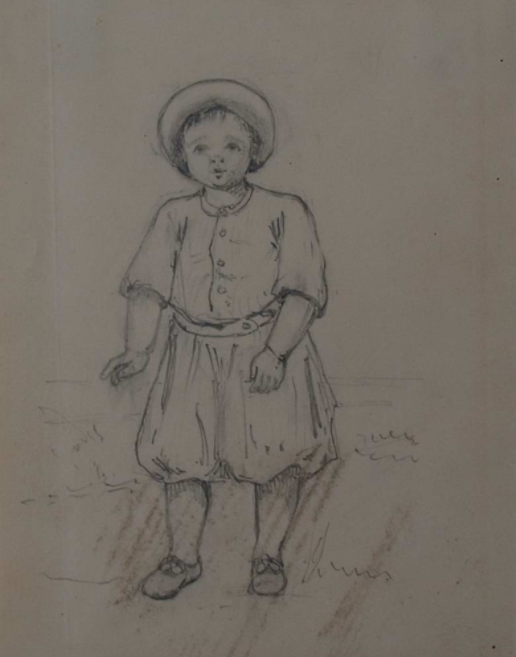
Nikolái Yaroshenko. Retrato de Olya Chertkova. Dibujo, década de 1890.

Más tarde, Chertkova tachó este fragmento del texto con la nota: "Es inapropiado en absoluto. A. Ch.". El propio Vladímir Chertkov escribió sobre su esposa: "Siempre me he sentido culpable por la felicidad que de alguna manera me correspondía, la felicidad de estar junto a mi esposa, una hermana en espíritu, una camarada y una ayudante en todo lo que hago y en la forma en que veo la vida. Los Chertkov tuvieron dos hijos.
- Olga (1887-17 de julio de 1889).[45] Sus padres se negaron a bautizarla, a pesar de las súplicas de sus familiares. El propio León Tolstói buscó una enfermera para la niña.[46] Lyusya, como la llamaban en la familia, era una "niña vivaz y cariñosa", era querida no solo por sus padres y su abuela, sino también por todos los habitantes de Rzhevsk, donde vivía la familia Chertkov en ese momento.[43] La niña murió de disentería, que duró dos días. Su muerte fue un duro golpe para la madre y minó sus fuerzas durante muchos años. Después de la muerte de su hija, experimentó una disminución de su vitalidad durante varios años, estuvo enferma y tuvo que pasar semanas enteras en cama. Para tratarla, la familia viajó al Cáucaso.[47]
- Vladímir Vladímirovich (su familia lo llamaba Dima, 1889-1964).[48] Nikolái Yaroshenko lo representó en el cuadro "Niño dormido" (1890, conservado durante mucho tiempo en el Museo de Arte de Poltava), que se perdió durante la Segunda Guerra Mundial.[49] El artista Mijaíl Nesterov, que vio la pintura de un niño en un cochecito, habló negativamente de ella, afirmando que las cosas íntimas eran inaccesibles para Yaroshenko.[50] A Vladímir se le negó la nobleza y los derechos de herencia porque no estaba bautizado. Organizó la Cooperativa de Consumidores, creó uno de los primeros teatros campesinos y fundó un koljós en Tula. En 1913 contrajo matrimonio civil con una campesina, Matriona Pávlovna Kuzevich.[51][nota 8] En 1914 fue admitido en la Universidad Popular de la ciudad de Moscú Shanyavsky, trabajó como financiero en la Unión Panrusa de Zemstvos, en el Centrosoyuz, en los bancos. Era un Tolstoyano estricto. Desde 1919 fue miembro del Consejo de Objetores de Conciencia. Trabajó como investigador en el Museo Estatal de Literatura.[52]

### Personalidad según sus contemporáneos

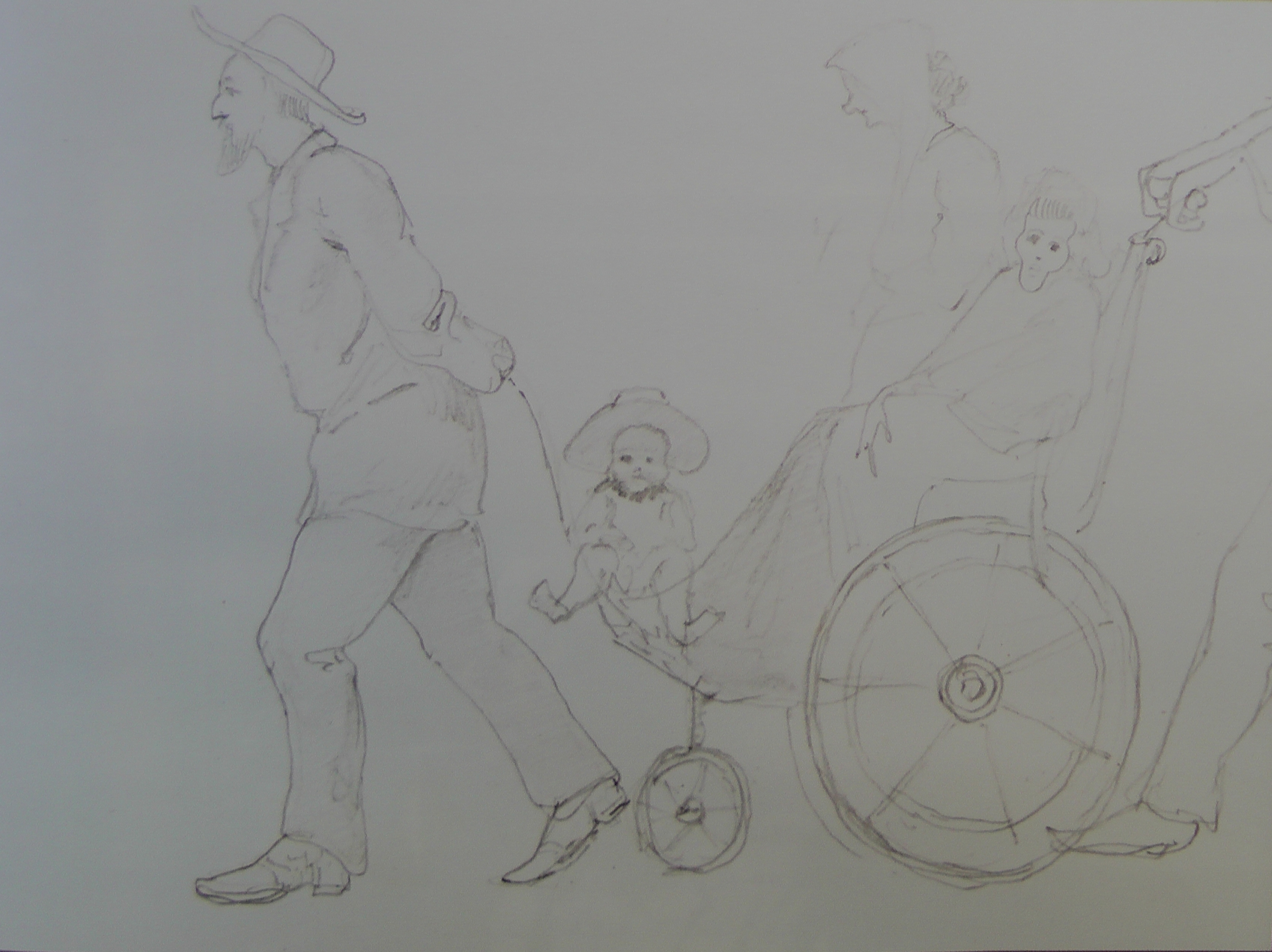
Nikolái Yaroshenko. Caricatura familiar de Chertkov, 1890.

La personalidad de Anna Chertkova fue descrita y evaluada de diferentes maneras por sus contemporáneos. Pavel Biryukov, empleado de "Posrednik" desde hace mucho tiempo, escribió: "Esta es una chica joven, gentil [y] bonita... Ella me conoció... solo para ayudarnos, y ella realmente ayudó". El Archivo Estatal Ruso de Literatura y Arte tiene la reseña firmada de León Tolstói: "Anna Konstantinovna y Vladimir Grigorievich Chertkovy son mis amigos más cercanos, y no solo siempre apruebo todas sus actividades relacionadas conmigo y mis obras, sino que también despiertan en mí la gratitud más sincera y profunda. León Tolstói. 28 de enero de 1909" (F 552. Op. 1. D 2863. Reseña de L. Tolstoi sobre los Chertkov. L. 1).
Valentin Bulgakov describió la apariencia de Chertkova, describiéndola como "una mujer pequeña y delgada, inteligente y amable aunque inquieta y ansiosa (como si tuviera algún tipo de tristeza o miedo en su alma), ojos negros y una mata de cabello negro corto y ligeramente canoso en la cabeza". Creía que Ana era lo opuesto a su marido: "Blandura e incluso casi debilidad de carácter, dureza de voluntad, cordialidad, modestia, sensibilidad, simpatía atenta por los intereses, las penas y las necesidades de los vecinos, cálida hospitalidad, una viva curiosidad femenina por todo lo que conduce más allá de los límites del horizonte tolstoyano". Según él, Chertkova no desempeñó un papel independiente, aunque en inteligencia y desarrollo cultural superó con creces a su marido.Булгаков В. Ф.. Телятинки и Ясная Поляна после смерти Л. Н. Толстого // Как прожита жизнь: Воспоминания последнего секретаря Л. Н. Толстого. — М.: Кучково Поле, 2012. — P. 334. Compartía los puntos de vista de Tolstoi, era una leal asistente y amiga de Vladimir Chertkov. Bulgákov la definió como "encantadora... pero intimidada por la vida y por su marido", una personalidad "vigorosa e interesante". Chertkova se sintió intimidada por su marido. Ella se negaba a reconocer su culpa en relación con ella o con cualquier otra persona, en cualquier cosa mala, siempre apoyaba su opinión. Bulgákov señaló que si la gente de los alrededores tenía miedo de Vladimir Chertkov, su esposa era amada por todos, con quienes estableció "relaciones simples, de confianza y amistosas". Mijaíl Nesterov también lamentó que Vladímir Chertkov oprimiera a su esposa "con su férrea voluntad".
Bulgákov escribió que Anna estaba aburrida porque la casa estaba a cargo de un ama de llaves. Por lo tanto, trató de llenar la vida cotidiana con algo: leer la correspondencia, responder a los tolstoyanos, leer en voz alta, corregir, charlar. En cuanto a la enfermedad de Chertkova, afirmó que "el 90%" de ella era "ficticia". Bulgákov describió su importancia como la capacidad de "introducir el alcance incierto y pesado de su carácter pesado [de Vladimir Chertkov] en un marco disciplinario más o menos aceptable, y también de facilitar el acceso a él a otras personas, tanto a las que vivían con él bajo el mismo techo como a las que aparecían en su casa por primera vez".
Por el contrario, la escritora de memorias Sofya Motovilova fue muy negativa sobre Chertkova. Motovilova escribió:

Está enferma y siempre en cama... Sus ojos son apagados, hostiles y está pálida. Chertkova me examina al azar... e inmediatamente comienza a interrogarme... A medida que avanza el interrogatorio, me irrita cada vez más. Es obvio que esta señora quiere averiguar a qué "círculo" pertenezco. Me siento inclinado en una silla de madera, ella me mira con frialdad... Más tarde oí hablar de Anna Konstantinovna Chertkova a través de personas que la conocían mejor que yo, como una persona seca, calculadora, incluso algo explotadora con quienes la rodeaban... Era música, pero no sabía escribir notas...
— Sofía Motovilova. Últimos años

## Anna Chertkova en las pinturas de Nikolai Yaroshenko
Nikolái Yaroshenko conocía bien a Anna Chertkova y mantenía correspondencia con ella. Se han publicado dos cartas de Yaroshenko a Chertkova: la del 8 de noviembre de 1894 desde Kislovodsk y la del 9 de enero de 1896 desde San Petersburgo así como una carta dirigida a ambos cónyuges simultáneamente desde San Petersburgo del 8 de diciembre de 1897. La artista se interesó por su salud y los logros de su hijo en numerosas cartas a Vladímir Chertkov. En la colección del Museo Conmemorativo de N. A. Yaroshenko hay una fotografía de Vladimir y Anna Chertkovs, que estuvieron en la casa de verano del artista en Kislovodsk en 1890. También están los dibujos de Anna Chertkova realizados por la artista en ese año: "A. K. Chertkova en el balcón" (papel, lápiz gráfico italiano, 17,5 × 13,3 cm, el dibujo está firmado por su hijo Vladimir "Boceto de mi madre por Yaroshenko") y "Caricatura familiar de Chertkov" (papel, cartón, lápiz gráfico, 20 × 23 cm).

### "Alumno"

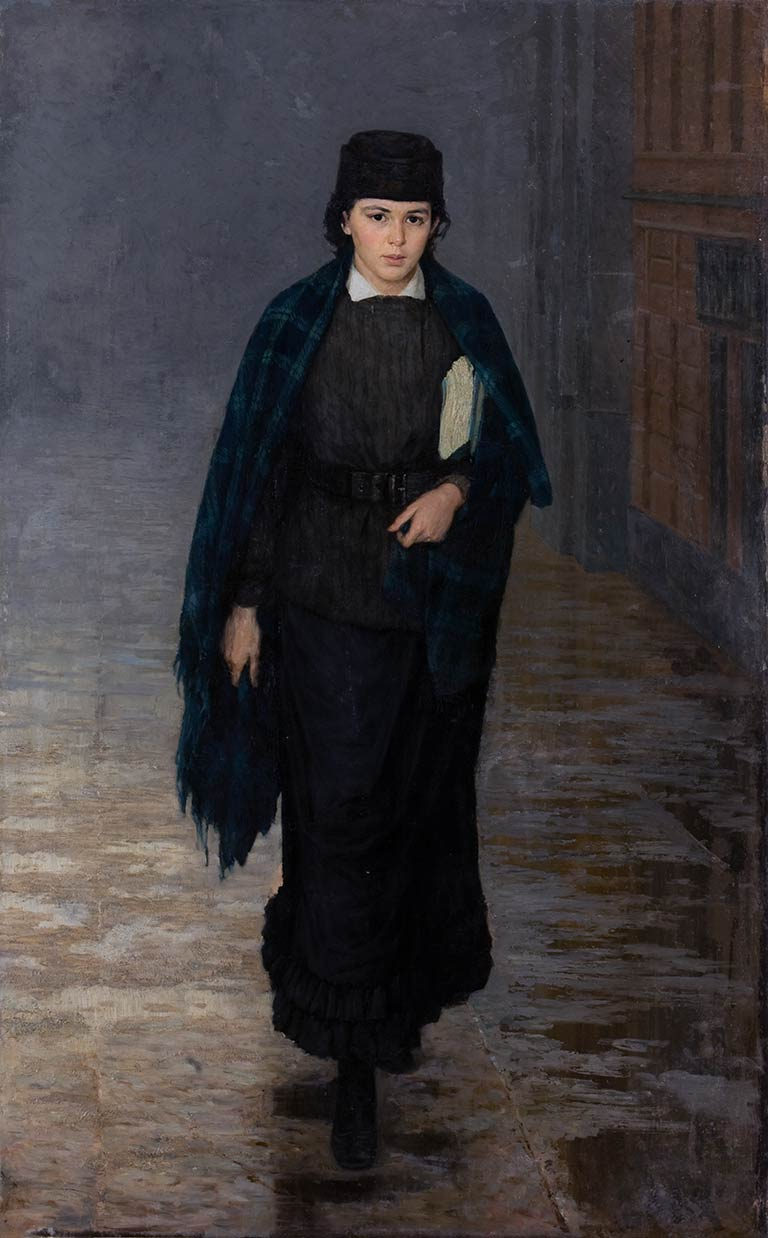
Nikolái Yaroshenko. "Alumno" del Museo de Kaluga, 1883

Anna Chertkova fue retratada por Nikolai Yaroshenko en la pintura "Estudiante", creada en 1883. Una versión de esta pintura se conserva en la colección y exposición del Museo de Bellas Artes de Kaluga (inventario Ж 0167). Pintura al óleo sobre lino. Sus dimensiones son 131 × 81 cm. Una variante de la pintura, que se encuentra en la colección y exposición del Museo Nacional "Galería de Arte de Kiev" (inventario Ж-154), está hecha con la misma técnica. Su tamaño es de 133 × 82,5 cm (según otros datos, 134 × 83 cm). Está firmado: "N. Yaroshenko 1883".
Hay diferentes opiniones sobre si la pintura refleja la personalidad y la apariencia de Chertkova. Vladímir Prytkov, doctor en historia del arte, cree que no hay duda de que la artista pintó los Diterikhs de Anna Konstantinovna. Al mismo tiempo, se dio cuenta de que Yaroshenko hacía que su modelo fuera más joven. En lugar de los 24 años reales, se le pueden dar 17-18 en la imagen.

La misma opinión fue expresada por Alla Vereshchagina, Doctor en Historia del Arte, Académico de la Academia Rusa de las Artes. Escribió que la artista conservó los rasgos más comunes del rostro de Chertkova, pero la hizo mucho más joven. El papel de los Diterikhs fue evaluado de manera diferente por Irina Polenova, investigadora principal del Museo Conmemorativo N.A. Yaroshenko. Escribió que Diterikhs le dio solo "algunos, pero notablemente cambiados, de sus rasgos al 'estudiante'". En su artículo de 2018, sin mencionar siquiera a los Diterikhs, escribió sobre "la apariencia real de miles de contemporáneos", que, según ella, es la base de la vida del protagonista.
El historiador de la cultura Vladímir Porudominski vio el reflejo de varias mujeres reales en la figura representada en el cuadro: María Nevrotina, esposa del artista, alumna de los primeros cursos de Besuzhev; Nadezhda Stásova, amiga del artista, figura pública, hermana del crítico musical y artístico Vladimir Stasov, esposa del hermano de Yaroshenko, Vasily; Elisabeth Schlitter, abogada de formación, graduada de la Universidad de Berna; y, sobre todo, a Anna Dieterichs, a la que consideraba el prototipo de la heroína del cuadro. En opinión de Porudominsky, el artista, mientras trabajaba en la pintura, eliminó gradualmente la semejanza de su heroína con Dieterichs, logrando así la transformación del prototipo en un tipo. El historiador del arte señaló que los contemporáneos que conocieron a Anna Chertkova no reconocieron su imagen en la pintura "Estudiante".

### "En una tierra cálida"

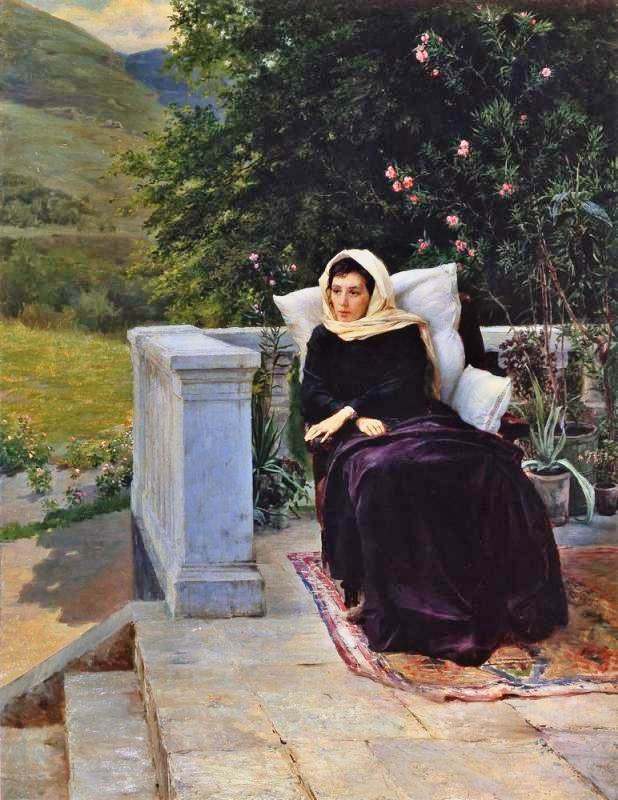
Nikolái Yaroshenko. "En tierra cálida", 1890, Museo Ruso

En 1890, el artista retrató a Anna Chertkova en su cuadro "En tierra cálida" (Museo Ruso, inv. Ж-2500, lienzo, óleo, 107,5 × 81 cm, en la esquina inferior derecha del cuadro firmado y fechado por el autor: "N. Yaroshenko. 1890"). Otra versión de la pintura se encuentra en la colección del Museo de Bellas Artes de Ekaterimburgo. El cuadro "En una tierra cálida" que Nikolái Yaroshenko escribió en Kislovodsk en la Villa Blanca. Anna Chertkova es retratada como una mujer pálida, triste y enfermiza, sola y que languidece en la exuberante naturaleza del sur. En ese momento, el propio Yaroshenko sufría de una forma grave de tuberculosis. En una carta a Anna Chertkova informó: "Durante un mes y medio parecí un cuerpo casi inmóvil e inútil, sólo podía acostarme o sentarme en un sillón, en cojines... como tú en el cuadro que pinté de ti". El historiador de arte soviético Vladimir Porudominsky escribió que la heroína de la pintura "resultó ser una hermosa dama con rasgos exquisitamente correctos (expresando menos su sufrimiento o el del artista que el deseo de hacerlos 'conmovedores'), con manos delgadas y elegantes que muestra deliberadamente...".
Los contemporáneos que conocieron a Anna Chertkova percibieron la pintura "En tierra cálida" como un retrato tradicional (aunque, según Porudominsky, contiene una trama más compleja). Iliá Repin escribió a Chertkova: «En la exposición me gustó mucho el retrato de Anna Konstantinovna recuperándose (de Yaroshenko). Escrito de manera expresiva y sutil. Una cosa hermosa". León Tolstói vio el lienzo "En tierra cálida" en la exposición póstuma de Yaroshenko y lo llamó "Galya en Kislovodsk". Los visitantes de la exposición que no conocían a Chertkova sentían lástima por la hermosa dama que, en su opinión, estaba destinada a abandonar el mundo terrenal.
El Museo Estatal León Tolstói tiene un dibujo a lápiz de Vladimir Chertkov (1890, papel, lápiz, está en el álbum de dibujos de Vladimir Chertkov), en el que retrató a Nikolai Yaroshenko trabajando en la pintura "En tierra cálida". N.V. Zaitseva en su artículo mencionó que Chertkov hizo bocetos y la pintura en sí, así como su esposa.

## Anna Chertkova en las pinturas de Mijaíl Nesterov

### Bocetos de 1890

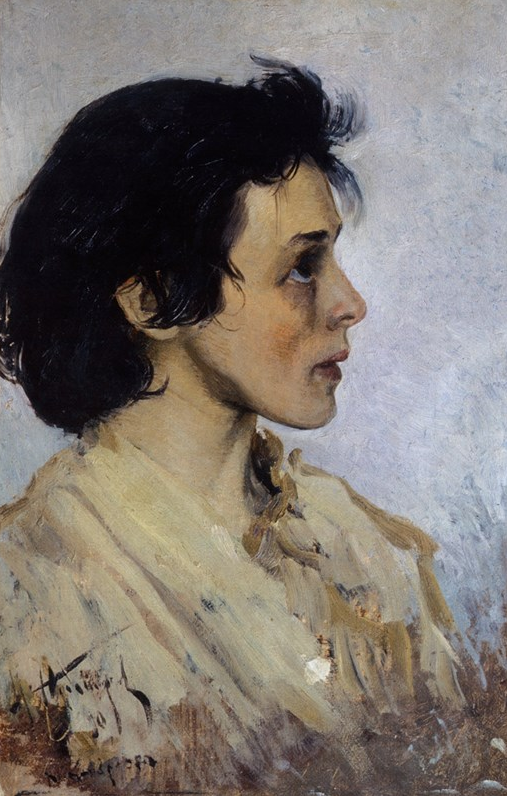
Retrato de Anna Chertkova por Mijaíl Nesterov, 1890.

El artista Mijaíl Nesterov conoció a Vladímir Chertkov en 1890 en la casa de Nikolái Yaroshenko en Kislovodsk. Los retratos al óleo del propio Chertkov y de su esposa pertenecen a este período.

Estos son: "Retrato de Anna Konstantinovna Chertkova" (boceto, 1890, lienzo, óleo 31 × 19 cm, Museo Estatal León Tolstói, Moscú, inventario АИЖ-396) y "Retrato de Anna Konstantinovna Chertkova" (1890, lienzo, óleo. 40 × 26 cm, Museo Estatal León Tolstói, Moscú, número de inventario АИЖ-397). La historiadora del arte Irina Nikonova, en su monografía sobre la obra de Mijaíl Nesterov, insistió en que estos retratos no eran una expresión de su visión del mundo, sino una consecuencia del deseo del artista de capturar a personas cercanas y queridas.

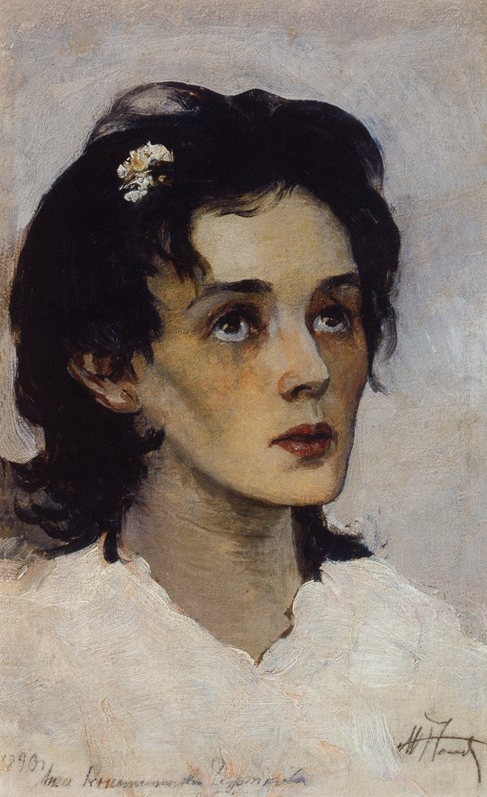
Retrato de Anna Chertkova por Mijaíl Nesterov, 1890.

Nadezhda Zaitseva consideró que un retrato de Anna y un retrato de su marido, pintados en Kislovodsk, eran una pareja. El formato, el colorido, la composición (los retratos están uno frente al otro) y la psicología del diálogo entre los personajes son los mismos. El cabello de Chertkova es descuidado, tiene sombras debajo de los ojos, sus labios están abiertos como si estuviera susurrando una oración y sus ojos parecen estar llenos de lágrimas. Según Zaitseva, la artista transmitía un estado cercano a la oración o al éxtasis. En el retrato de su esposa, Nesterov transmitió la fuerza y la autoridad de un sacerdote fanático. Chertkova parece someterse a la voluntad de su marido (el propio Nesterov escribió sobre esto en una de sus cartas).

### En Rusia. "El alma del pueblo"
"En Rusia. "El alma del pueblo" (lienzo, óleo sobre lienzo, 206 × 484 cm, Galería Estatal Tretiakov) - la pintura, en la que el artista trabajó entre 1914 y 1916, es una imagen de la vida rusa tal como le parecía a Nesterov en ese momento. En el lienzo ante el espectador aparece la orilla del Volga cerca de Tsaryov Kurgan (un lugar en el recodo del Volga cerca de Zhiguli). Una multitud de personas se mueve lentamente a lo largo de él. El lienzo ofrece un panorama del pueblo ruso, hay representantes de todos los estamentos del reino y clases sociales, desde el zar hasta un tonto y un soldado ciego, en esta multitud estaban representados Fiódor Dostoyevski, León Tolstói, Vladímir Soloviov. En primer plano hay un niño vestido de campesino con una cesta a la espalda y un cuenco en la mano. El artista ha creado un retrato grupal histórico de personas que buscan la verdad y acuden a ella de diferentes maneras. Irina Nikonova sugirió que Nesterov se basaba en puntos de vista que estaban muy extendidos en los círculos filosóficos de la época, pidiendo que "la idea del individuo y la idea de la nación reemplacen la idea de los intelectuales y las clases" como base de la visión social del mundo. Al mismo tiempo, predicó la pureza moral y la claridad mental, viendo en ellas el sentido de la vida y la reconciliación de los diferentes movimientos religiosos. La pintura provocó acalorados debates en la Sociedad de Psicología de la Universidad de Moscú y en la Sociedad en Memoria de Vladímir Soloviov. Anna Chertkova está representada en el lienzo junto a su marido y León Tolstói.
Nadezhda Zaitseva enfatizó que en esta pintura Nesterov retrató a Anna Chertkova como un personaje hecho y derecho, una persona que busca a su Dios y sus ideales. Para el cuadro utilizó un boceto de 1890. A Zaitseva le llamó la atención que Vladímir Chertkov no estuviera en el lienzo "ni siquiera entre los 'ilusos'", supuso que el artista no lo refería a personas de "fe viva".

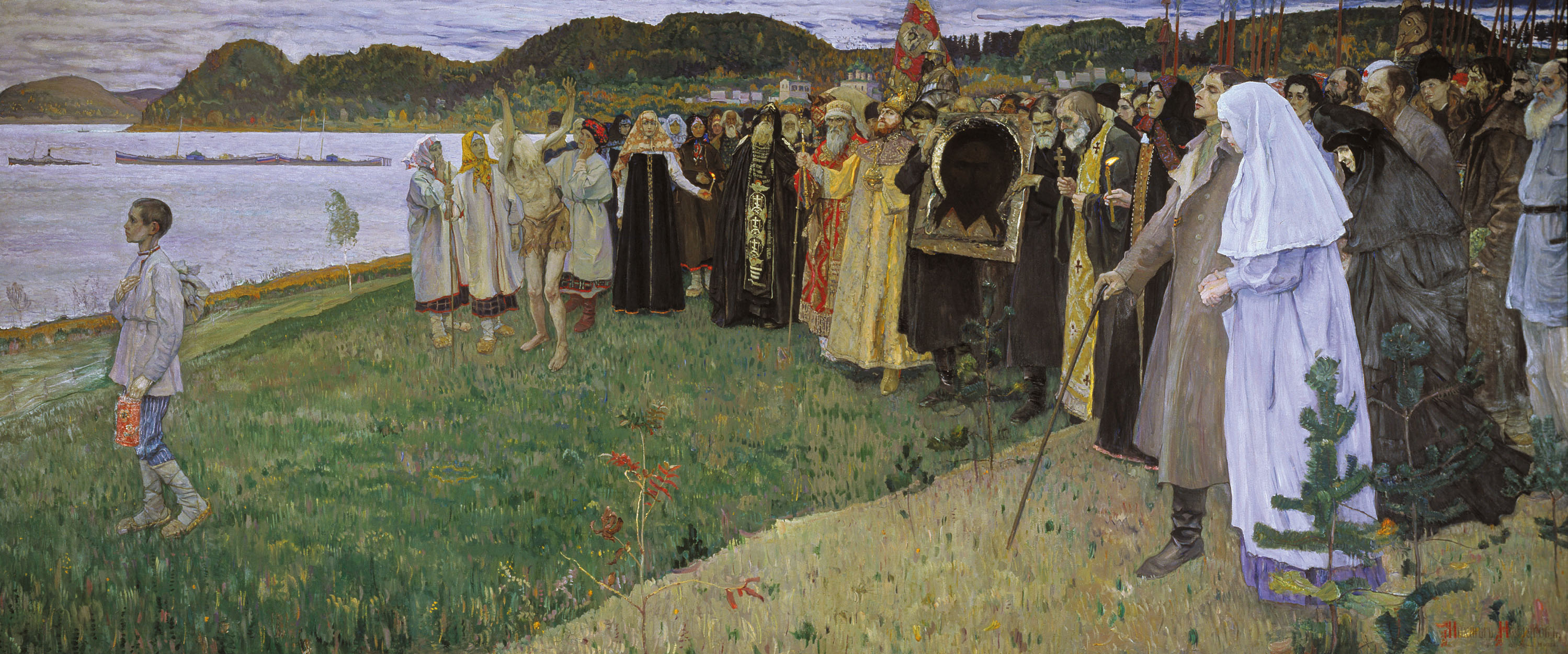
Mijaíl Nesterov. En Rusia. El alma del pueblo, 1916.

## Otros retratos de Anna Chertkova

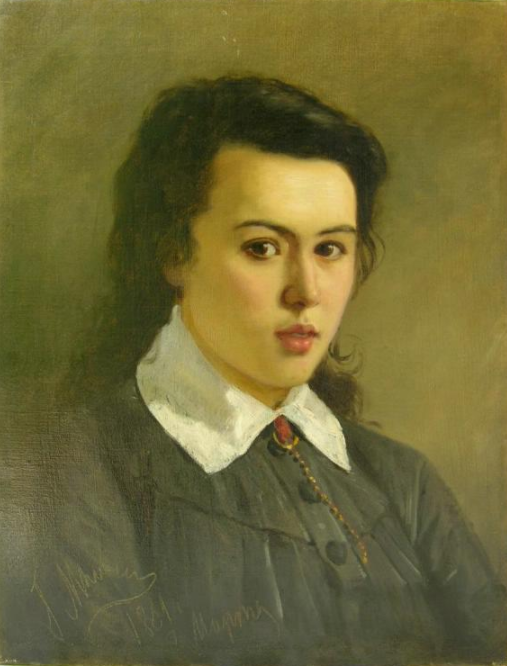
Grigori Myasoedov. Retrato de Anna Konstantinovna Chertkova, 1881.

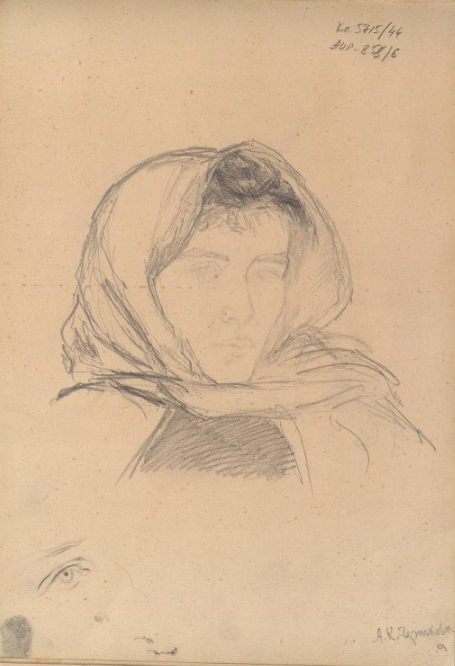
Vladímir Chertkov. Boceto al retrato de A. K. Chertkova, década de 1890.

En 1881, Grigori Myasoedov, miembro del movimiento Peredvízhniki, retrató a la joven Anna Dieterichs, que entonces estudiaba en los Cursos Bestuzhevsky (lienzo, óleo sobre lienzo, 49,0 × 38,0 cm, Museo de la Finca Tolstói "Yásnaia Poliana", inventario Ж-195). La niña está retratada con un vestido gris oscuro con cuello blanco al que se le une un pequeño broche rojo oscuro con una cadena corta. Su espeso cabello negro está peinado hacia atrás y le cae hasta los hombros. La niña tiene una frente alta, ojos oscuros debajo de cejas arqueadas gruesas y un ligero rubor en las mejillas.
El Museo Estatal León Tolstói tiene un grupo de bocetos hechos por Vladimir Chertkov sobre la apariencia de su esposa. Uno de ellos (papel, lápiz, 33 × 23 cm, número de inventario АИГ-858/6) fue hecho en la década de 1890 en el álbum de Chertkov, probablemente en Kislovodsk. En la parte central de la hoja, el artista aficionado retrató a su esposa en un retrato de cabeza y hombros. Lleva un chal hasta los hombros. Debajo de su retrato, en la esquina inferior izquierda, hay un rostro con solo los ojos y las cejas dibujados.
En otra página del mismo álbum de Vladimir Chertkov están "Dos bocetos de un retrato de A. K. Chertkova" (fecha desconocida, papel, lápiz, 23 × 33 cm, inventario АИГ-858/8). Las imágenes de dos rostros femeninos se sitúan en la parte central de la hoja, una debajo de la otra. Ambas imágenes de una mujer son de la longitud de la cabeza y los hombros, su cabello es exuberante, pero tiene un corte de pelo corto. La superior está de perfil, la inferior está girada 3/4 a la derecha y el cuello desprendido de la blusa es claramente visible.
Otro retrato de Anna Chertkova pertenece al artista gráfico Mikhail Rundaltsov. En el grabado "Cabeza de Tolstói con una nota de retrato de Tolstói y A. K. Chertkova en la mesa" (1908, 55 × 45,5 cm, Museo Estatal de León Tolstói, inv. AIG-1197), se la muestra en la esquina inferior derecha, hablando con el escritor.

### Los escritos de Anna Chertkova
- А. Ч. Подвиг. Двенадцатое издание. — М.: Посредник, 1912. — Т. L. — P. 31.
- Черткова А. К. Житие св. Филарета Милостивого. — М.: Посредник, 1886. — P. 35.
- Черткова А. К. Из автобиографии // Книга. Исследования и материалы. — М.: Книга, 1979. — V. XXIX. — P. 161. — 248 p. — 4000 экз.
- Черткова А. К. Из воспоминаний о Л. Н. Толстом // Толстой и о Толстом. Новые материалы. — М.: Издательство Толстовского музея, 1926. — Т. 2. — P. 87—112., эти воспоминания многократно переиздавались: Черткова А. К. Из воспоминаний о Л. Н. Толстом // Толстой Л. Н. в воспоминаниях современников: сборник. В 2-х томах. Издание второе. — М.: Государственное издательство художественной литературы, 1960. — V. 1. — P. 358—370. — 615 p. — 45 000 экз., Черткова А. К. Из воспоминаний о Л. Н. Толстом // Толстой Л. Н. в воспоминаниях современников: сборник. В 2-х томах. Издание второе. — М.: Рипол Классик, 2017. — V. 1. — P. 409—430. — 664 p. — (Воспоминания о писателях). — ISBN 978-5-521-00363-1
- Черткова А. К. Из моего детства. Воспоминания А. К. Чертковой. — Товарищество И. Н. Кушнерев и К, 1911. — V. LII. — 171 p. — (Библиотека свободного воспитания и воспитания и защиты детей под редакцией И. Горбунова-Посадова).
- Черткова А. К. Как я стала вегетарианкой. Ответ на вопрос редакции «Вегетарианского обозрения» // Вегетарианское обозрение: Журнал. — 1913. — № 1.
- Черткова А. К. Л. Н. Толстой и его знакомство с духовно-православной литературой (по его письмам и личным воспоминаниям о нём) // Голос минувшего. — 1913. — V. 5. — P. 219—226.
- Черткова А. К. Мои первые воспоминания о Л. Н. Толстом // Л. Н. Толстой. Юбилейный сборник. — М.-Л: ГИЗ, 1928. — V. 2. — P. 145—179.
- Черткова А. К. Один против всех // Вегетарианское обозрение : Журнал. — 1909. — № 7. — P. 75—127.
- Черткова А. К. Практический учебник английского языка: предназначенный для русских поселенцев в Америке. — A. Tchertkoff, 1901. — 47 p.
- Черткова А. К. Перепёлочка. Вадас. Рассказ моего приятеля о том, как он перестал бояться грозы. — М.: Посредник, 1898.
- Черткова А. К. Предисловие // Сборник песен и гимнов свободных христиан. — Лондон: Свободное слово, 1904—1905. — P. 2.
- Черткова А. К., Сергеенко А. П. Чертков В. Г. // Книга. Исследования и материалы. — М.: Книга, 1979. — Т. XXIX. — P. 156—161. — 248 p. — 4000 экз.
- Черткова А. К. Предисловия // Что поют русские сектанты. Сборник сектантских напевов с текстом слов. — М.: Издательство П. Юргенсона, 1910—1912. — V. 1—3. — P. 3—10, 3—10, 4—17. — 26, 42, 60 p.

### Títulos académicos y de interés general
- Волкова Т. Н. [Составитель]. Л. Н. Толстой и его близкие. — М.: Современник, 1986. — 373 p. — 50 000 экз.
- Верещагина А. Г.. Николай Александрович Ярошенко. — Л.: Художник РСФСР, 1967. — 54 p. — (Народная библиотечка по искусству). — 20 000 экз.
- Вольф Г. В. Ярошенко. — М.: Белый город, 2008. — 48 p. — (Мастера живописи). — 3000 экз. — ISBN 978-5-7793-1339-1
- Гродецкая А. Г. [Составитель]. Ответы предания. Жития святых в духовном поиске Льва Толстого. — СПб.: Наука, 2000. — 264 p. — 1000 экз. — ISBN 978-5-02-028469-2
- Зайцева Н. В. Образы В. Г. и А. К. Чертковых в творчестве М. В. Нестерова // Яснополянский сборник. — Тула: Издательский дом «Ясная Поляна», 2000. — P. 159—169. — 1000 экз.
- Муратов М. В. Л. Н. Толстой и В. Г. Чертков по их дневникам и переписке. — М.: Полиграфкнига, 1934. — 502 p. — 5300 экз.
- Никонова И. И. Михаил Васильевич Нестеров. — М.: Искусство, 1962. — 190 p. — 15 000 экз.
- Ореханов Г. В. Г. Чертков в жизни Л. Н. Толстого. — М.: ПСТГУ, 2015. — 192 p. — 500 экз. — ISBN 978-5-7429-0965-1
- Ореханов Г. Лев Толстой. «Пророк без чести»: хроника катастрофы. — М.: Эксмо, 2016. — 608 p. — 7000 экз. — ISBN 978-5-699-91802-7
- Пащенко М. В. Чертков Владимир Григорьевич. Жена Черткова // Русские писатели, 1800—1917. Биографический словарь в семи томах. Главный редактор Б. Ф. Егоров. — М.: Научное издательство «Большая Российская энциклопедия», издательство «Нестор-История», 2019. — V. 6. P. 640—643. — 656 с. — ISBN 978-5-4469-1616-0
- Киевский Государственный музей русского искусства. Путеводитель. Составитель Пелькина Л.. — Киев: Мистецтво, 1955. — 152 p.
- Поленова И. В. Классический передвижник // Николай Александрович Ярошенко. Письма. Документы. Современники о художнике. — М.: БуксМАрт, 2018. — P. 10—57. — 296 p. — ISBN 978-5-906190-92-5
- Поленова И. В. Ярошенко в Петербурге. — Л.: Лениздат, 1983. — 221 p. — (Выдающиеся деятели науки и культуры в Петербурге — Петрограде — Ленинграде). — 50 000 экз.
- Порудоминский В. И.. В те годы дальние. Всюду жизнь // Ярошенко. — М.: Искусство, 1979. — P. 54—103, 103—156. — 199 p. — (Жизнь в искусстве). — 50 000 экз.
- Прытков В. А. Образы передовой учащейся молодёжи в творчестве художника. Творчество Ярошенко 90-х годов // Николай Александрович Ярошенко. — М.: Искусство, 1960. — P. 86—106, 169—175. — 54 илл., 320 p. — (Живопись. Скульптура. Графика). — 2500 экз.
- Розенфельд Б. М. XIX. У истоков большой дружбы // Белая вилла: Мемориальный музей-усадьба Н.А. Ярошенко в Кисловодске. — Пятигорск: Снег, 2014. — P. 224—233. — 365 p. — 1000 экз. — ISBN 978-5-903129-60-7
- Секлюцкий В. В. К заветной цели / Ярошенко в Кисловодске // Николай Александрович Ярошенко. — Ставрополь: Ставропольское книжное издательство, 1963. — P. 9—41, 52—56. — 29 ill., 120 p. — 25 000 экз.
- Чистоклетов Г. В. Сюда приезжал Л. Н. Толстой (Ржевск) // Собеседник: Портреты. Этюды. Исторические повествования. Очерки / [ред.-сост.: З. Я. Анчиполовский, О. Г. Ласунский]. — Воронеж, 1976. — P. 228–236.
- Эльзон М. Д. [Публикация] Автобиографии и биографии деятелей книги в собрании С. А. Венгерова // Книга. Исследования и материалы. — М.: Книга, 1979. — V. XXIX. — P. 150—161. — 248 p. — 4000 экз.

- Datos: Q84045995
- Multimedia: Anna Chertkova / Q84045995

1. ↑  El escritor Gleb Uspensky estimó la edad de la maestra en la pintura incluso a los 15-16 años.